# 呂仲修
呂仲修（17世紀—17世紀），字徂生，南直隸廣德州建平縣人，明朝政治人物。

## 生平
呂仲修早有醇謹名聲，是崇禎十一年（1638年）的貢生，十三年（1640年）成特用出身，獲授納溪知縣，改任樂至知縣，甲申之變後辭官歸里，甘於淡薄，不曾前往朝堂，獲得士人尊重。

## 引用
1. 1 2  雍正《建平縣志·卷十八·人物》：呂仲修，字組生，諸生時以醇謹稱，崇貞庚辰廷試特用賜進士，授納溪縣知縣，道梗謝官歸，悠悠田間甘茹淡薄，未嘗以一刺謁公庭，士論重之。
2. ↑  乾隆《廣德州志·卷二十九·選舉志》：崇禎十三年庚辰（特用出身）科吳康侯榜……呂仲修 建平人。 案仲修楊門《李志》·貢生中稱崇禎十一年貢，考選欽賜進士；縣志作特用進士。《李志》又稱「任納溪縣知縣，與當道不合謝官歸，甘淡泊，士論重之。」等語。是仲修實十一年貢，而十三年與廷試，邀特用者恩也，故附列於此。
3. ↑  錢海岳《南明史·卷八十七·列傳第六十三》：（與黃正賓同）時池州、寧國、徽州、廣德屬諸遺臣：……建平則呂仲修，字徂生。崇禎十三年特用。歷納溪、樂至知縣。國變不仕卒。